# Diospyros koeboeensis
Diospyros koeboeensis är en tvåhjärtbladig växtart som beskrevs av Bakh. Diospyros koeboeensis ingår i släktet Diospyros och familjen Ebenaceae. Inga underarter finns listade i Catalogue of Life.